# مالون (فلوريدا)
مالون (بالإنجليزية: Malone)‏ هي مدينة أمريكية تقع في ولاية فلوريدا. تبلغ مساحة هذه المدينة 8.1 (كم²)،ويبلغ عدد سكانها 2007 نسمة حسب إحصاء سنة 2010 م 2007.تشير إحصاءات سنة 2000م بأن الكثافة السكانية في هذه المدينة تقدر بـ(247.8) نسمة/كم2 

## أعلام
- فرازير إل. آدامز